# Parkia parrii
Parkia parrii  (лат.) — вид цветковых растений семейства Бобовые (Fabaceae) рода Паркия. Является эндемиком Фиджи. Находится под угрозой к исчезновению. Описан в 1883 году Джоном Гилбертом Бейкером.
Parkia parrii — многолетнее древовидное растение до 2 метров высотой с твёрдым стеблем и гладкими листьями. Соцветие шаровидное. Семена округлые, гладкие, оттенком варьирующиеся от оливкового до тёмно-коричневого.